# Les grandes tables du monde
Les Grandes Tables du Monde est une association française, fondée en 1954 par les restaurateurs de six institutions parisiennes qui s'unissent pour promouvoir la grande gastronomie et l'art de vivre. À l’origine nommée « Traditions et Qualité », elle est présidée depuis 2014 par David Sinapian et a pour membres 188 restaurants 2 et 3 étoiles dans 25 pays.

## Histoire
En 1954, six amis restaurateurs ont l’idée de s’unir pour défendre leur conception de la haute gastronomie française et de l'art de vivre. Ainsi, Jean Barnagaud (Restaurant Prunier), André Vrinat (Taillevent), Claude Terrail (La Tour d'Argent), Raymond Oliver (Le Grand Véfour), René Lasserre (Restaurant Lasserre) et Louis Vaudable (Maxim's) créent l’association « Traditions et Qualité ».
En 1990, l'association est rebaptisée « Les Grandes Tables du Monde ». Dans les années qui suivent, les critères de l'association intègrent des exigences liées à l'art de vivre, comme la qualité du service, l'ambiance, le décor de l'établissement.
En 2014, David Sinapian, de la Maison Pic, devient président de l'association. En 2019, il sera réélu pour cinq autres années de présidence.
En 2018, Christelle Brua est la première femme désignée meilleure pâtissière au monde par l'association. En 2019, l'association lance le programme « Femmes en vue » afin de soutenir la reconnaissance des femmes dans le secteur de la gastronomie.

## Conseil d'Administration
Il se compose de 11 administrateurs élus par ses membres pour un mandat de 5 ans. Depuis 2019, ses membres sont : David Sinapian (Président), Sang Hoon Degeimbre, Antonio Santini, Sylvie Buhagiar, Laurent Gardinier, Marc Haeberlin, Maryse Trama, Heiner Finkbeiner, Mauro Colagreco, Hélène Clément et André Terrail.

## Restaurants Membres
Pour entrer dans l'association, un restaurant doit avoir au moins deux étoiles.